# Саут-Брансвік (Нью-Джерсі)
Саут-Брансвік (англ. South Brunswick) — селище (англ. village) в США, в окрузі Міддлсекс штату Нью-Джерсі. Населення — 47 043 особи (2020).

### Клімат
| Клімат : Саут-Брансвік | Клімат : Саут-Брансвік | Клімат : Саут-Брансвік | Клімат : Саут-Брансвік | Клімат : Саут-Брансвік | Клімат : Саут-Брансвік | Клімат : Саут-Брансвік | Клімат : Саут-Брансвік | Клімат : Саут-Брансвік | Клімат : Саут-Брансвік | Клімат : Саут-Брансвік | Клімат : Саут-Брансвік | Клімат : Саут-Брансвік | Клімат : Саут-Брансвік |
| Показник               | Січ.                   | Лют.                   | Бер.                   | Квіт.                  | Трав.                  | Черв.                  | Лип.                   | Серп.                  | Вер.                   | Жовт.                  | Лист.                  | Груд.                  | Рік                    |
| Середній максимум, °C  | 3,9                    | 6,1                    | 10,6                   | 16,7                   | 22,2                   | 27,2                   | 30,0                   | 28,9                   | 25,0                   | 18,9                   | 12,8                   | 6,7                    | 17,5                   |
| Середній мінімум, °C   | −5,6                   | −4,4                   | −0,6                   | 4,4                    | 9,4                    | 15,0                   | 17,8                   | 16,7                   | 12,2                   | 6,1                    | 1,7                    | −2,8                   | 5,9                    |
| Норма опадів, мм       | 104                    | 76                     | 104                    | 104                    | 116                    | 98                     | 126                    | 113                    | 111                    | 86                     | 100                    | 100                    | 1239                   |
| ---------------------- | ---------------------- | ---------------------- | ---------------------- | ---------------------- | ---------------------- | ---------------------- | ---------------------- | ---------------------- | ---------------------- | ---------------------- | ---------------------- | ---------------------- | ---------------------- |

## Демографія
Згідно з переписом 2010 року, у селищі мешкало 43 417 осіб у 15 069 домогосподарствах у складі 11 696 родин. Було 15708 помешкань
Расовий склад населення:
| - 52,1 % — білих - 35,9 % — азіатів - 7,7 % — чорних або афроамериканців - 0,2 % — корінних американців - 1,5 % — осіб інших рас |

До двох чи більше рас належало 2,6 %. Частка іспаномовних становила 6,0 % від усіх жителів.
За віковим діапазоном населення розподілялося таким чином: 27,7 % — особи молодші 18 років, 62,9 % — особи у віці 18—64 років, 9,4 % — особи у віці 65 років та старші. Медіана віку мешканця становила 38,6 року. На 100 осіб жіночої статі у селищі припадало 93,9 чоловіків;  на 100 жінок у віці від 18 років та старших — 90,4 чоловіків також старших 18 років.
Середній дохід на одне домашнє господарство  становив 133 178 доларів США (медіана — 109 551), а середній дохід на одну сім'ю — 147 005 доларів (медіана — 122 385). Медіана доходів становила 95 878 доларів для чоловіків та 61 366 доларів для жінок. За межею бідності перебувало 3,8 % осіб, у тому числі 5,1 % дітей у віці до 18 років та 1,9 % осіб у віці 65 років та старших.
Цивільне працевлаштоване населення становило 22 738 осіб. Основні галузі зайнятості: освіта, охорона здоров'я та соціальна допомога — 24,4 %, науковці, спеціалісти, менеджери — 18,1 %, фінанси, страхування та нерухомість — 13,3 %, виробництво — 10,5 %.